# Lepidostoma inerme
Lepidostoma inerme is een schietmot uit de familie Lepidostomatidae. De soort komt voor in het Oriëntaals en het Palearctisch gebied.